# Marché (économie)
Pour les articles homonymes, voir Marché.
Un marché est l'institution sociale abstraite où se rencontrent l'offre et la demande de biens ou de services. Le marché est ainsi le lieu, physique ou virtuel, où les échanges commerciaux ont lieu. 

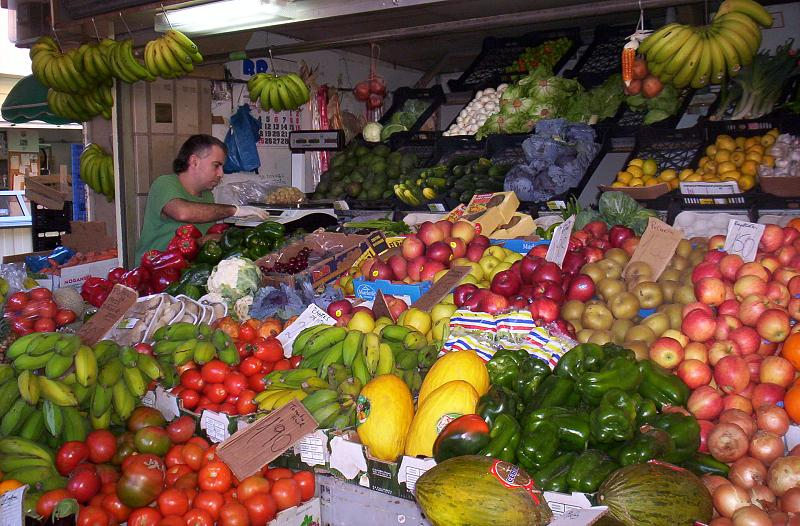
Étal du marché de Notre-Dame d'Afrique, à Santa Cruz de Tenerife (îles Canaries, Espagne).

## Définition

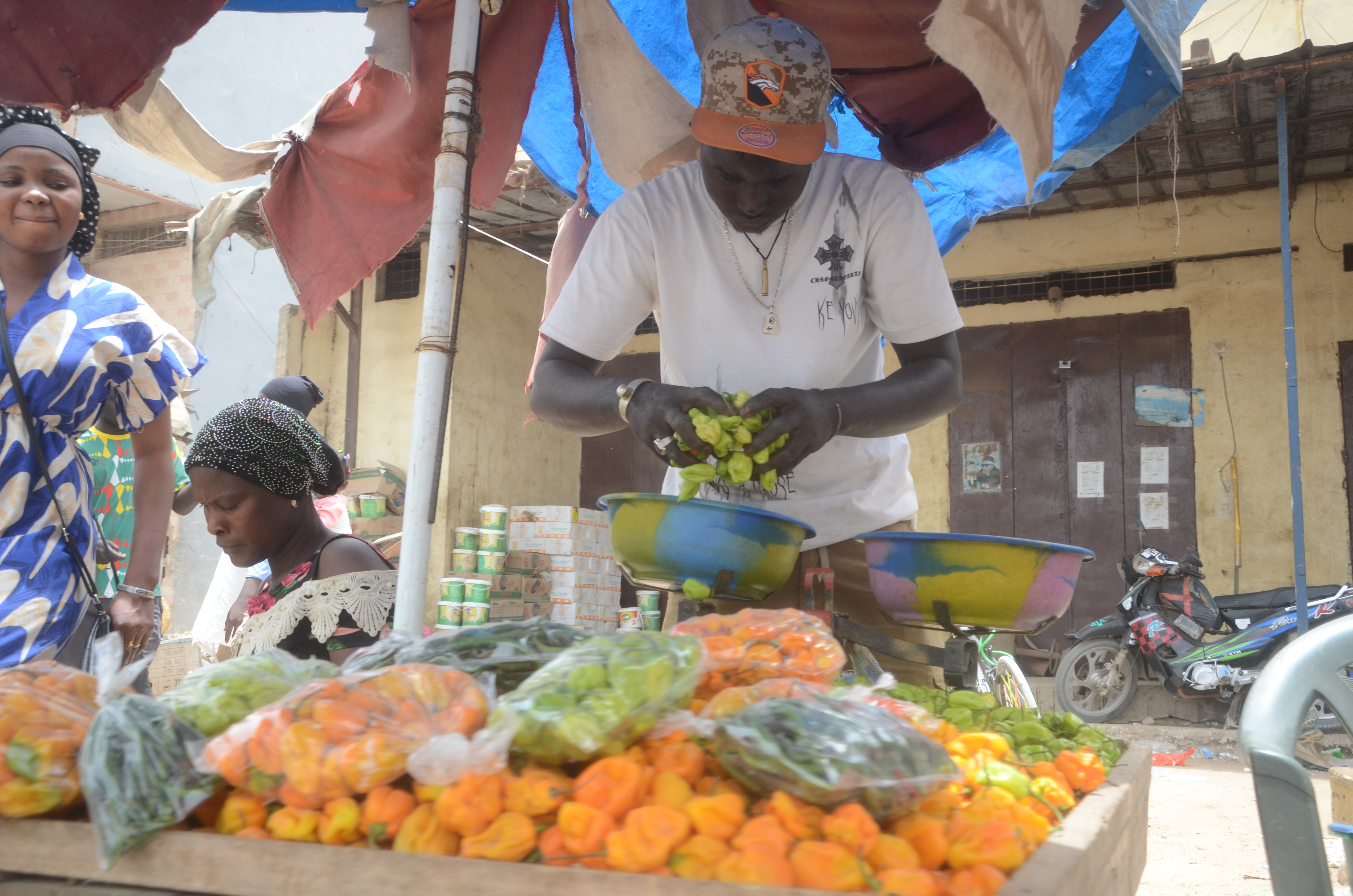
Vente Légumes marché case ba Parcelles Assainies (sénégal) 08

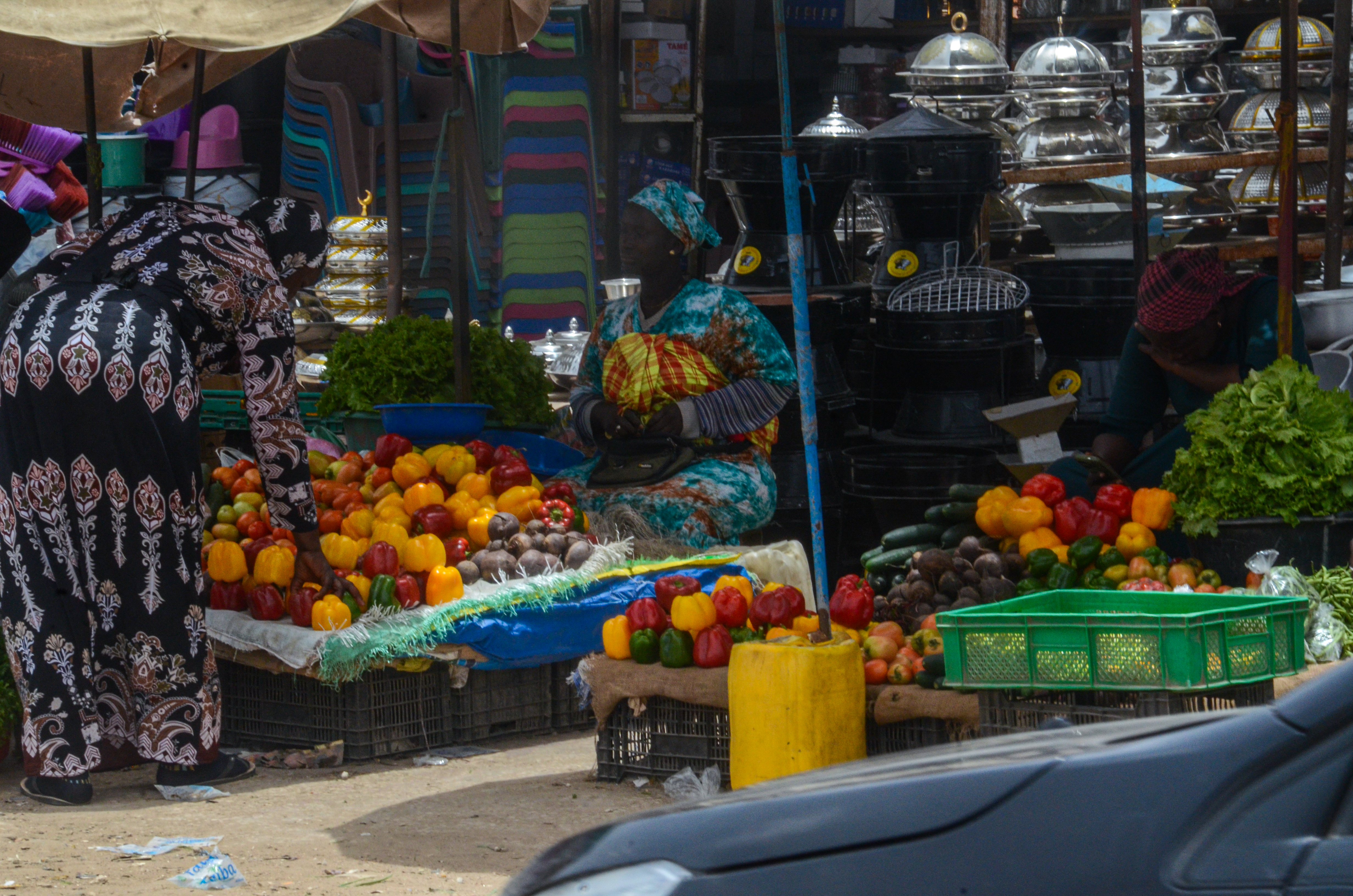
ces images on était prise au marché case ba Parcelles Assainie. c'est un marché riche en divers variétés de légumes. photo prise par paco.creat

Le marché représente l'environnement dans lequel va évoluer l'entreprise et où se rencontrent l'offre et la demande d'un bien ou d'un service, c'est-à-dire principalement les clients potentiels et la concurrence.

### Origines
Dans son acception la plus ancienne, un marché est une institution qui accueille un commerce localisé précisément dans l'espace et le temps mais de dimension variable, par exemple les marchés traditionnels, les marchés aux puces et Lloyd's of London. Cette institution est dite aussi « place de marché » (d'où la notion d'emplacement) même si les parties contractantes ne sont pas physiquement réunies au même endroit. Sous l'effet de la transformation numérique, les places de marché incluent désormais aussi certaines formes de commerce en ligne, c'est-à-dire les places de marché dématérialisées ou plateformes de commerce électronique, comme une multitude de places de marché accessibles par l'internet. Étant donné ces formes dématérialisées, cette acception du marché est maintenant mieux caractérisée par l'existence d'une autorité organisatrice dédiée, généralement dotée de la personnalité juridique, plutôt que par l'emplacement géographique comme autrefois.

### Institution sociale
Le marché est une institution sociale, qui assure la possibilité d'une rencontre entre des offreurs (qui détiennent un bien ou un service) et des demandeurs (qui souhaitent acheter un bien ou un service). A ce titre, le marché est la condition de la possibilité du commerce. Paul Samuelson et William D. Nordhaus définissent le marché comme « un mécanisme par lequel des acheteurs et des vendeurs interagissent pour déterminer le prix et la quantité d'un bien ou d'un service ».
En tant qu'institution sociale, le marché peut aussi se définir fonctionnellement et minimalement comme un processus de coordination entre plusieurs fournisseurs/vendeurs et plusieurs clients/acheteurs. Ces derniers sont mutuellement indépendants. La rencontre aboutit à et inclut l'échange volontaire de biens ou services substituables, sous la forme de transactions, sans limites particulières d'espace ni de temps.
Le marché est une abstraction. Il ne s'agit pas nécessairement d'un marché physique, avec des étals. Le concept permet de résumer la rencontre entre des offreurs et des demandeurs aboutissant à des achats. Pour Roger Guesnerie, le terme générique de marché est une abstraction qui recouvre des « abstractions intermédiaires qu'on appelle les marchés ». Il existe des marchés de biens et services, marchés financiers, marchés monétaires, marchés du travail, et même — à la suite du protocole de Kyōto — un marché du « droit de polluer » qui se développe dans le cadre de la bourse du carbone.
Ainsi, Augustin Cournot écrit « on sait que les économistes entendent par marché, non pas un lieu déterminé où se consomment les achats et les ventes, mais tout un territoire dont les parties sont unies par des rapports de libre commerce, en sorte que les prix s'y nivellent avec facilité et promptitude ».

### Constitution
Pour Philippe Aurier (1990), qui s'intéresse dans le cadre de sa thèse à l'analyse de la structure des marchés dans le contexte de la concurrence entre marques, « un marché est constitué par un ensemble de produits ou de marques entretenant une forme particulière de relation ; Pour définir un marché, il est donc nécessaire :
- de définir la nature de la relation: pour l'étude de la "réalité du consommateur", cette relation s'analyse en termes de substituabilité. Pour l'étude de la "réalité de marché", cette relation s'analyse en termes de concurrence et d'influence respective des actions marketing des marques les unes sur les autres.
- de définir l'objet de la relation, ce qui revient à préciser le degré de généralité du marché défini. L'objet de la relation peut être la satisfaction d'un besoin du consommateur, deux marques sont substituables parce qu'elles se proposent de satisfaire le même besoin du consommateur. L'objet de la relation peut être défini en termes de puissance et de "relations conflictuelles entre marques" (correspondant à une volonté de prise de part de marché), il s'agit alors de concurrence (voir tableau suivant) ».

### Polysémique
Dans une acception qui correspond à une catégorie de commerce plus diffuse dans l'espace et le temps, un marché désigne aussi un segment commercial correspondant à des catégories particulières de biens ou services, d'acheteurs, d'aire géographique, ou de forme institutionnelle, par exemple le « marché des deux-roues », le « marché de l'argent », le «marché de la ménagère de moins de cinquante ans », le « marché italien », les « marchés internationaux ». Cette acception du marché est purement analytique et ne s'accompagne pas d'une autorité organisatrice dédiée. Le « marché » désigne alors les échanges commerciaux de façon générique, sans limites d'espace, de temps, de catégories d'objets ou d'acteurs, ni de forme institutionnelle, par exemple dans l'économie de marché. Par métaphore, un marché peut aussi désigner une catégorie d'échanges sociaux non commerciaux, comme le « marché des idées ».
Par métonymie, un marché peut aussi désigner la demande individuelle qui donne lieu à une transaction ou bien la transaction elle-même, comme dans l'expression « faire un marché ». Cette acception peut être technique dans le cadre d'un appel d'offres lancé à un ensemble de vendeurs, comme un marché public dans le cas où l'acheteur serait une administration publique.
Outre d'éventuelles autorités organisatrices, la plupart des marchés modernes sont formellement gouvernés par de multiples régimes juridiques et autorités de tutelle, plus ou moins spécialisés par segment commercial, par exemple la Répression des fraudes en France, les autorités de la concurrence, les SAFER pour le marché foncier rural en France, etc. Le commerce peut être régi en plus par des traités, des organismes et des associations internationaux ou des organisations supranationales.

### Conditions
Deux conditions importantes au bon fonctionnement d'un marché sont la liberté commerciale et la participation de plusieurs vendeurs et plusieurs acheteurs :
- La liberté commerciale permet que les échanges commerciaux ne soient pas dirigés par une autorité publique. Cependant, les échanges peuvent être limités par le dirigisme économique. Sous un régime politique collectiviste ou totalitaire, la répression de la liberté civile, dont fait partie la liberté commerciale, tend à la disparition du commerce légal et au développement du marché noir.
- La participation de plusieurs vendeurs et plusieurs acheteurs favorise l'exercice de la concurrence commerciale. Cependant, la concurrence peut être affaiblie ou quasiment absente dans un marché oligopolistique, monopolistique ou monopsonistique.

## Histoire du marché

### Sociétés primitives
Dans les sociétés primitives les biens étaient mis en commun puis redistribués. Les échanges de biens et de services se faisaient également dans le cadre d'alliances durables ou combinés à des liens sociaux ou couplés à une certaine réciprocité.
L'activité marchande s'est développée il y a plus de mille ans entre les cités mésopotamiennes. Elle était administrée par les pouvoirs en place qui rémunéraient les commerçants. Le commerce proprement dit est né mille ans plus tard à partir des cités phéniciennes.

### Marchés locaux médiévaux
Les marchés locaux ont été créés au Moyen Âge par les princes. Ils ont fréquemment été mis en place par la violence pour permettre aux seigneurs de convertir en espèces les prélèvements en nature effectués sur les paysans. Le seigneur déterminait les lieux du marché, les dates où il avait lieu, voire les prix. Ces marchés étaient réglementés dans l'intérêt du seigneur et des populations. Ils servaient à subvenir aux besoins de la localité et à fournir des produits de la campagne et des ustensiles de la vie de tous les jours. Cet échange marchand était d'ordinaire un métier secondaire pour les paysans ou les personnes occupées à une industrie domestique.
Le commerce proprement dit s'est développé lors du Moyen Âge à partir du commerce extérieur. Ce commerce avait lieu dans les foires et les ports. Il était sans influence sur les marchés locaux et sur l'organisation intérieure de l'économie. Avant le Moyen Âge, « le commerce extérieur (relevait) plus de l'aventure, de l'exploration, de la chasse, de la piraterie et de la guerre que du troc ».

### Marché et modernité
Max Weber considère que le marché relève de la modernité, et insiste sur la rationalité introduite par le marché dans la société moderne, qu'il oppose à la rationalité plus partielle des communautés anciennes : « La sociation par l'échange sur le marché en tant qu'archétype de toute activité sociale rationnelle, s'oppose maintenant à toutes formes de communauté dont nous avions parlé jusqu'à présent, lesquelles n'impliquent qu'une rationalisation partielle de leur activité communautaire ».

## Fonctionnement du marché

### Mécanisme d'ajustement
L'économie a étudié les mécanismes d'ajustement qui président les marchés. Le marché établit l'équilibre entre l'offre et la demande par l'intermédiaire des prix. Cet équilibre est obtenu grâce aux rétroactions négatives. Si les prix montent, la demande diminue. S'ils baissent, elle augmente.
Léon Walras introduit la notion du commissaire-priseur en notant « les marchés les mieux organisés sous le rapport de la concurrence sont ceux où les ventes et les achats se font à la criée, par l'intermédiaire d'agents tels qu'agents de change, courtiers de commerce, crieurs, qui les centralisent, de telle sorte qu'aucun échange n'ait lieu sans que les conditions en soient annoncées et connues et sans que les vendeurs puissent aller au rabais et les acheteurs à l'enchère ».
Pour Alfred Marshall, l'ajustement sur le marché se fait avant tout par la quantité alors que pour Léon Walras, l'ajustement se fait par les prix.
Chez Adam Smith au contraire les prix ne sont pas donnés avant l'échange mais en résultent « l'intérêt individuel ne résorbe et ne règle les écarts des prix de marché que dans la mesure où un premier écart le constitue comme réagissant plutôt qu'agissant ».

### Institutions du marché
Pour Roger Guesnerie pour qu'il y ait marché, au moins deux institutions sont nécessaires. Selon Xavier de la Vega et les régulationnistes les institutions sont l'ensemble des règles formelles (lois, constitutions, règlements) et informelles (conventions, routines, normes sociales) qui encadrent les interactions. Ces règles sont :
- Des règles de droit nécessaires pour garantir les échanges. Hernando de Soto dans Le Mystère du capital insiste sur l'importance d'un système de droits de propriété clairement garanti par l'État. Selon lui, la généralisation et la standardisation des titres de propriété permet une plus grande confiance dans les relations entre acteurs économiques (et donc un marché plus fluide) qui entraîne la création d'un système complexe de mutualisation du risque (et donc un marché plus souple, moins soumis aux à-coups) pour in fine aboutir à une économie plus prospère.
- La monnaie

Les régulationnistes font remarquer que, vu l'asymétrie d'information entre acheteurs et vendeurs, des dispositifs institutionnels sont nécessaires pour fixer un prix. Par exemple : lois, agences de notation, lieux d'échange, marchés au cadran, cotations électroniques, réputation. Au Moyen Âge, les artisans se regroupaient dans des guildes afin de garantir la qualité des produits qu'ils offrent. De même, l'agrégation des offres et des demandes n'est pas spontanée. Au Moyen Âge, les lieux, les dates des marchés et les conditions de transparence étaient fixées par les seigneurs. Pour les régulationnistes, le marché est une construction sociale et non le résultat d'un état de nature spontanément engendré.

### Coordination de marché
Depuis les travaux de Ronald Coase et de leur approfondissement par Oliver Williamson, les économistes distinguent deux modes de coordination des activités économiques : un mode décentralisé, où les individus sont libres : le marché ; un mode centralisé où les êtres humains sont soumis à une hiérarchie : la firme.
Le marché engendre des coûts de transaction (recherche d'information, incertitude, opportunisme des agents, etc.) et la firme des coûts d'organisation (appareil bureaucratique, difficulté de gérer des ensembles complexes, etc.). Si les coûts de transaction sont inférieurs aux coûts d'organisation, il est intéressant de recourir au marché et pour les entreprises d'éventuellement adopter une stratégie d'externalisation. Dans le cas contraire, il est intéressant de recourir à la firme et éventuellement pour les sociétés d'adopter une stratégie d'intégration verticale ou d'intégration horizontale.

## Marché et société

### Construction sociale du marché
Les travaux de sociologie économique sur les marchés montrent que les marchés sont des constructions sociales. Par exemple, l'étude de Marie-France Garia-Parpet sur le marché aux fraises en Sologne montre que le marché n'est pas « naturel » mais socialement construit et met en avant le rôle des économistes eux-mêmes dans la construction de ce marché parfait,.

### Société de marché
Karl Polanyi, dans son ouvrage La Grande Transformation, distingue la société de marché de l'économie de marché. L'économie de marché se forme lorsque des biens stratégiques qui n'avaient pas vocation à être des marchandises sont traités comme telles. Il s'agit du travail, de la terre et de la monnaie. Ces biens n'avaient pas pour objet d'être vendus. Ce n'étaient pas des marchandises. L'économie de marché devient une société de marché lorsque le marché impose ses lois aux institutions et à la société. Polanyi parle alors d'une société encastrée dans son économie alors que l'économie devrait être encastrée dans la société.

## Marché et État
La relation entre l'Etat et le marché, et la frontière entre l'activité des deux, est l'une des grandes questions de l'économie contemporaine. Certains auteurs insistent sur le rôle de l'État, tandis que d'autres voient le marché comme une alternative plus ou moins partielle à l'État. Charles Lindhom, dans The Market system, remarque que « si le système de marché est une danse, c'est l'État qui fournit la piste et l'orchestre » : la puissance publique fournit les bases sur lesquelles le marché peut se déployer.
Samuelson et Nordhaus écrivent que « l'essentiel de notre vie économique se déroule sans intervention de l'État ; c'est la vraie merveille de notre société ». Toutefois des défaillances du marché liées aux externalités aux monopoles, etc. peuvent justifier une intervention publique.

## Marché et société

### Marché dans une perspective sociale
Le marché n'est pas indépendant de la société. Le laissez faire n'a rien de naturel. Les marchés ne sont pas auto-institués. Les marchés libres n'auraient pas existé si on avait laissé les choses à elle-même. La société délimite la place du marché. Des choix existent malgré la prétention de certains à imposer un modèle comme seul possible et seul efficace. Le marché comme mécanisme est utilisé plus ou moins intensivement dans une société donnée. Karl Polanyi estime qu'il y aurait à ce niveau un terrain de recherche que les sciences sociales devraient approfondir. Il faudrait pour cela coupler l'histoire économique et l'anthropologie sociale. Il souligne que la fin de la société de marché ne signifie pas du tout l'absence de marché. Le marché cesserait seulement d'être un organe d'autorégulation économique.

### Marché et système politique
« le système politique qui permet à chacun de participer à la vie publique, qui reconnaît chaque individualité et qui a finalement pour but d'aider chaque individu à être acteur de sa vie ». En effet, selon cet auteur, le marché suppose l'égalité des individus et s'oppose aux sociétés aristocratiques où l'essentiel est le statut des personnes. Par ailleurs, le marché est un « ferment de libération » comme le montre, pour Laurence Fontaine, le cas des femmes commerçantes de Nouakchott. Enfin, le marché tend à pousser les individus à développer leur savoir et savoir-faire, leur capabilité pour reprendre un terme d'Amartya Sen. Toutefois, le marché peut être aussi un lieu de tricherie et de violences, l'important alors c'est le système de lois qui les encadre.
Selon Aglietta et Rebérioux le marché s'accommode de n'importe quel régime politique. Les découvertes les plus récentes concernant les dates de naissance du marché établissent que le marché n'est pas la matrice de la démocratie.
Polanyi estime que le fascisme est la conséquence directe des dysfonctionnements d'une société de marché.

## Marché et éthique

### Suspension de la norme éthique
Le marché libre n'est lié à aucune norme éthique. Il se justifie par son efficacité. À ce titre Hayek estime que le marché n'a pas à faire l'objet d'un jugement de justice.

### Appauvrissement des relations sociales
Pour Jean Gadrey, le marché libre conduit à un appauvrissement des relations sociales d'entraide et de proximité. Ce que confirme Polanyi en citant un anthropologue spécialiste d'une tribu africaine : « [dans cette tribu] la misère est impossible. Il n'est pas question que quelqu'un, s'il a besoin d'être aidé, ne le soit pas ». Sous le régime du marché les gens peuvent mourir de faim. Jean Gadrey estime que les règles du jeu de l'économie marchande doivent être établies politiquement en prenant en compte le contenu social.
Pour Boltanski et Thévenot cités par Olivier Favereau, le marché devrait s'inspirer de critères de justice plutôt que se contenter d'être un mode de coordination.

### Répugnance de marché
L'économiste Alvin Roth a théorisé la notion de répugnance pour désigner la réticence des agents économiques vis-à-vis de l'instauration de certains marchés comme le marché d'organes,.

## Critiques et limites

### Défaillances de marché
Une défaillance de marché est une situation de dysfonctionnement du marché. Les caractéristiques du marché optimal ne sont pas remplies, ce qui l'empêche de fonctionner. Certaines défaillances sont dues à la nature du marché elle-même, et nécessite alors l'intervention de la puissance publique.

### Bulles spéculatives et mimétisme sur les marchés
Certains auteurs soulignent que les acteurs sur les marchés ont tendance à l'imitation et au mimétisme ce qui peut provoquer des bulles spéculatives. John Maynard Keynes compare ainsi, dans la Théorie générale de l'emploi, de l'intérêt et de la monnaie (1936), les marchés à des concours de beauté, quoique la comparaison vaille surtout pour les marchés boursiers.
André Orléan relève que, sur un marché, les rétroactions peuvent être positives, notamment en cas de mimétisme. La montée des prix de l'immobilier ou d'actions en Bourse accroît les achats des opérateurs qui achètent pour revendre à plus ou moins court terme et tirer profit de cette hausse. Le marché est alors déstabilisateur.